# Jody Lukoki
Jody Lukoki (Kindu, República Democrática del Congo; 15 de noviembre de 1992 - Almere, Países Bajos; 9 de mayo de 2022) fue un futbolista congoleño-neerlandés que jugó como centrocampista.

## Trayectoria

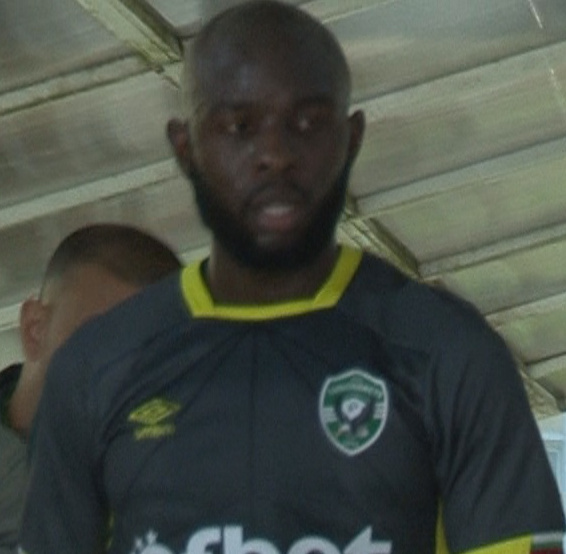
Jody Lukoki

### Primeros años y carrera
Nació en Zaire pero emigró a los Países Bajos con sus padres y su hermano gemelo debido a la primera guerra del Congo. Al crecer en Ámsterdam se unió al club local VVA/Spartaan a la edad de diez años.

### Ajax
Después de jugar para VVA/Spartaan y Young Boys Haarlem, se unió a las categorías inferiores del Ajax. Hizo su debut con el primer equipo en la victoria por 2-0 en casa contra el Feyenoord el 19 de enero de 2011, reemplazando a Lorenzo Ebecilio en el minuto 80. Inmediatamente consiguió que la afición local se pusiera de su lado dándole una nuez moscada a Tim de Cler cuando el balón ya estaba fuera de juego. Continuaría haciendo su segunda aparición en la derrota fuera de casa por 3-2 contra ADO La Haya el 20 de marzo de 2011. La temporada 2011-12 comenzó anotando el primer gol de su carrera en la Eredivisie en su debut de temporada contra Roda JC Kerkrade.

#### SC Cambuur (cedido)
Después de haber contribuido a tres títulos nacionales en sus primeras tres temporadas con el Ajax, seguiría siendo el extremo de tercera opción bajo Frank de Boer y se le concedió permiso para explorar otras opciones. El 2 de agosto de 2013, fue cedido al recién ascendido SC Cambuur Leeuwarden por el resto de la temporada.

### PEC Zwolle
El 7 de agosto de 2014, se anunció que se transferiría al PEC Zwolle con un contrato de tres años por 1,5 millones de euros, uniéndose al equipo que recientemente había derrotado al Ajax en la final de la Copa de los Países Bajos, así como en la Supercopa de los Países Bajos. El 21 de agosto de 2014 anotó el primer gol del PEC Zwolle en una competición continental, cuando se enfrentó al Sparta de Praga en la ronda de play-off de la UEFA Europa League 2014-15. El partido terminó en un empate 1-1, con Lukoki anotando en el minuto 77 en el debut europeo del club.

### Ludogorets
El 26 de junio de 2015, fichó por el Ludogorets Razgrad de Bulgaria. El congoleño anotó tres goles en los partidos de la segunda ronda de clasificación de la UEFA Champions League 2016-17 contra el OFK Titograd Podgorica. Marcó su primer gol en la liga el 26 de noviembre de 2016 en un partido contra el Botev Plovdiv. Durante su tiempo en Ludogorets Razgrad fue apodado Синът на вятъра (El hijo del viento). El 28 de septiembre de 2017 anotó el gol de la victoria en la victoria por 2-1 sobre el 1899 Hoffenheim en un partido de la fase de grupos de la UEFA Europa League. El 1 de abril de 2020, Ludogorets Razgrad anunció que habían acordado mutuamente rescindir su contrato, permitiéndole regresar a los Países Bajos.

### Carrera posterior
En julio de 2020, Lukoki firmó un contrato de dos años con el Yeni Malatyaspor de Turquía. Hizo su debut competitivo el 18 de septiembre en un empate 1-1 de liga contra Göztepe. Su contrato fue rescindido de mutuo acuerdo el 26 de abril de 2021, luego de hacer 12 apariciones en total con el club.
Después de dejar Malatyaspor como agente libre, Lukoki regresó a los Países Bajos y se unió al Twente de la Eredivisie con un contrato de dos años en junio de 2021. Unos días después de firmar, sufrió una grave lesión en la rodilla durante la práctica, que lo dejó fuera por una temporada. Twente liberó a jugador el 17 de febrero de 2022, poco después de que fuera condenado por violencia doméstica.

## Selección nacional
Representó a los Países Bajos en varios niveles juveniles. Obtuvo el tercer lugar con la selección Sub-19 en el Festival Internacional Espoirs 2012 en Tolón (Francia). Tenía doble ciudadanía y era elegible para representar a los Países Bajos o la República Democrática del Congo en el nivel superior. El 19 de marzo de 2015 recibió su primera convocatoria para el equipo de la República Democrática del Congo para el partido contra Irak y ganó su primer juego internacional en ese partido.

## Vida personal

### Condena por violencia doméstica
En enero de 2022, Lukoki fue condenado por violencia doméstica y recibió una sentencia suspendida de dos semanas con un período de prueba de tres años. También se le ordenó realizar 80 horas de servicio comunitario.

### Muerte
El 9 de mayo de 2022, Lukoki murió a la edad de 29 años de un paro cardíaco en un hospital de Almere, luego de ser golpeado por su familia en una discusión.

## Palmarés
Ajax
- Eredivisie: 2010–11, 2011–12, 2012–13.

Ludogorets Razgrad
- Liga Bulgaria A PFG: 2015–16, 2016–17, 2017–18, 2018–19.
- Supercopa de Bulgaria: 2018, 2019.